# Galmsbüll
Galmsbüll (danska: Galmsbøl, nordfrisiska: Galmsbel) är en kommun och ort i Kreis Nordfriesland i förbundslandet Schleswig-Holstein i Tyskland.
Kommunen ingår i kommunalförbundet Amt Südtondern tillsammans med ytterligare 29 kommuner.